# اونلی (آن در گرین گیبل)
اونلی (انگلیسی: Avonlea) یک مجموعه خیالی در جزیره پرنس ادوارد کانادا است که داستان های لوسی ماد مونتگومری در رمان آن در گرین گیبلز و ماجراهای آن شرلی و سریال قصه های جزیره (به سوی اونلی) در آن می گذرد.